# Hwang Jin-yi
Hwang Jin Yi (1506? – 1565?) fue una de las kisaeng más famosas de la dinastía Joseon de Corea. Vivió durante el reinado de Jungjong de Joseon. Debido a su talento en la poesía, la música y la danza ganó una gran reputación.
Su vida ha sido adaptada a diversos medios. El escritor norcoreano Hong Sok-chung escribió una novela sobre ella en 2002, así como el surcoreano Jeon Gyeong-rin, que lo hizo en 2004. En 2006 la cadena KBS transmitió una serie de televisión titulada Hwang Jin-yi, la cual fue protagonizada por la actriz Ha Ji-won.